# Shahrestān di Tangestan
La provincia di Tangestan (farsi شهرستان تنگستان) è uno dei 10 shahrestān della provincia di Bushehr, in Iran. Il capoluogo è Ahram. Lo shahrestān è suddiviso in 2 circoscrizioni (bakhsh): 
- Centrale (بخش مرکزی)
- Delvar (بخش دلوار)